# محمد الزرن
محمد الزرن (ولد في جرجيس في 23 أوت 1959) ممثل ومخرج سينمائي تونسي.
واعتبر محمد الرزن الثورة التونسية حدثا غير منتظر وقد نزل وآلة التصوير علي كتفه لتصوير ذلك المشهد الثوري الذي أبدع نفسه بنفسه. فأخرج فيلما بعنوان إرحل.

## فيلموغرافيا

### الإخراج
- 1987 : فاصلة
- 1989 : كسار الحجارة
- 1993 : يا نبيل لمحمد الزرن ومارتين روبير
- 1996 : السيدة
- 2002 : أغنية الألفية
- 2009 : العيش هنا (زرزيس)
- 2012 : إرحل! (الشعب يريد)
- 2016 : ليليا، بنت تونسية

### التمثيل
- 1986 : الجزائر البيضاء لسريل كولار بدور محمد
- 1995 : باي باي لكريم الدريدي
- 2004 : الأمير لمارثا كوليدج

## روابط خارجية
- محمد الزرن على موقع IMDb (الإنجليزية)
- محمد الزرن على موقع قاعدة بيانات الأفلام العربية
- محمد الزرن على موقع ألو سيني (الفرنسية)
- محمد الزرن على موقع أول موفي (الإنجليزية)
- محمد الزرن على موقع قاعدة بيانات الفيلم (الإنجليزية)
- محمد الزرن على موقع كينوبويسك (الروسية)
- محمد الرزن في موقع Imdb